# Poseleanivka, Oleksandrivka
Poseleanivka (în ucraineană Поселянівка) este un sat în comuna Stara Osota din raionul Oleksandrivka, regiunea Kirovohrad, Ucraina.

## Demografie
Componența lingvistică a localității Poseleanivka
     Ucraineană (98,78%)
     Alte limbi (0,82%)
Conform recensământului din 2001, majoritatea populației localității Poseleanivka era vorbitoare de ucraineană (98,78%), existând în minoritate și vorbitori de alte limbi.